# Zevulun Kwartin

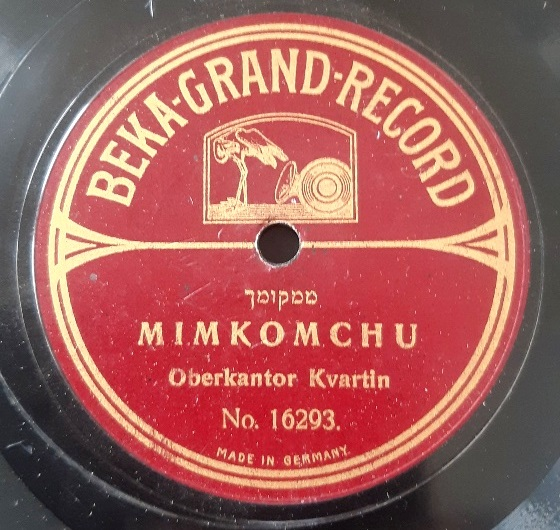
Schallplatte von Gedalje Kwartin (Lemberg ca. 1909)

Zevulun Kwartin, auch Zawel Kwartin, (hebräisch זבולון קוורטין; geb. 25. März 1874 in Chonorod, Gouvernement Cherson, Russisches Kaiserreich, heute Ukraine; gest. 3. Oktober 1952 in Newark, USA) war ein russisch-amerikanischer Chasan. Zusammen mit Josef Rosenblatt und Mordechai Hershman (1888–1940) gehörte er zu den berühmtesten und bestbezahlten Chasanim der ersten Hälfte des 20. Jahrhunderts.

## Leben
Zevulun Kwartin wurde in einem Stetl in eine chassidische Familie geboren, die Textilhandel betrieb. Als Kind arbeitete er im Familienbetrieb und war Lehrling bei einem Buchbinder und einem Schlosser. Sein Schwager ermutigte ihn, seine Stimme ausbilden zu lassen und Chasan zu werden, doch Kwartin interessierte sich zu dieser Zeit mehr für Opern und klassische Musik. Im Jahr 1894 heiratete er und ließ sich bei seinen Schwiegereltern in Jelisawetgrad (heute Kropywnyzkyj) nieder. Nach einem erfolgreichen Auftritt in der dortigen Synagoge zog er gegen Ende des Jahres 1897 nach Wien, um den kantoralen Gesang zu studieren, und trat 1896 erstmals in einem öffentlichen Konzert auf. In den folgenden Jahren gab er Konzerte in ganz Europa, war Chasan in der Ukraine und in Budapest. Er knüpfte Kontakt zu Joseph Sulzer, dem Sohn des ehemaligen Kantors des Wiener Stadttempels, Salomon Sulzer. Joseph Sulzer war mit der Einweihungsfeier der soeben fertiggestellten Synagoge des Tempelvereins Josefstadt am 15. September 1903 betraut. Als der engagierte Sänger in letzter Sekunde ausfiel, sprang Kwartin ein. In der Folge wurde Kwartin dort als Chasan angestellt.
Die Einnahmen und Popularität durch seine ersten Veröffentlichungen bei der Deutschen Grammophon im Jahr 1906 ermöglichten ihm eine Tournee durch den russischen Ansiedlungsrayon. Bald hatte Kwartin eine halbe Million Platten verkauft.

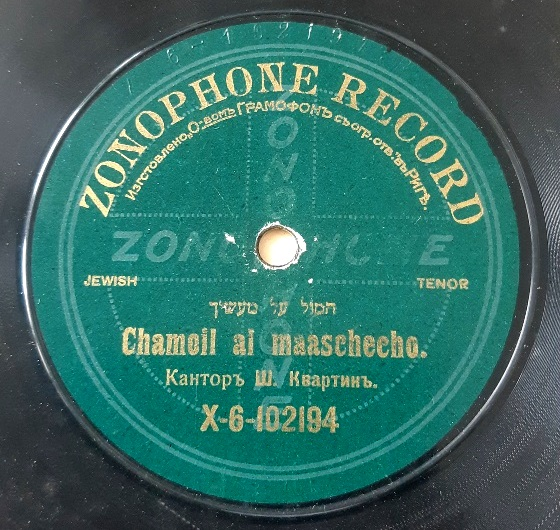
Schallplatte von Zawel Kwartin (Wien 1912)

1910 wechselte Kwartin als Oberkantor zur Großen Synagoge nach Budapest, wo er 12.000 Kronen Jahressalär erhielt. 1914 erhielt er ein Angebot für eine Tournee in den USA mit einer Rekordgage von 30.000 Dollar, musste aber nach dem Ausbruch des Ersten Weltkriegs in Wien bleiben. 1920 konnte er dieses Angebot wahrnehmen und hatte zunächst einen Auftritt in der Metropolitan Opera in New York vor 4.000 begeisterten Zuhörern. Nach einem weiteren Konzert im New Yorker Hippodrome erhielt er Engagements in ganz Amerika und wurde als Chasan am Temple Emanu-El in Brooklyn angestellt. Die umfangreiche Konzerttätigkeit machte ihn zu einem der bestbezahlten Chasanim seiner Zeit.
Nach dem Tod seiner ersten Ehefrau heiratete er die ebenfalls verwitwete Gittel Rafalowitsch und besuchte 1926 erstmals den Jischuv, wo er bis 1937 lebte.
Im Jahr 1929 trat Kwartin auch in der Berliner Philharmonie mit Improvisationen über jüdische Tempelgesänge auf und wurde begeistert gefeiert. Die Tochter Mara Kwartin trug am gleichen Ort anschließend klassische Koloraturarien vor.
Nach 1937 kehrte er in die USA zurück und wurde Chasan in Newark, New Jersey. Er starb 1952 und wurde in Israel begraben.
Kwartin war für seinen klangvollen Bariton und seinen ausgedehnten Stimmumfang berühmt. Als seine bekannteste Interpretation gilt das Gebet Tiher Rabbi Jischmael aus dem Midrasch Elle ezkera, das in der Liturgie von Jom Kippur zu Mussaf vorgetragen wird.
Er veröffentlichte drei Bücher über Chasanut – den kantoralen Gesang – sowie eine jiddische Autobiographie, die er im Alter von 75 Jahren abschloss.
Sowohl seine Tochter, Anna (Mara) Kwartin, als auch seine Enkeltochter, Evelyn Lear, die unter anderem an der Wiener Staatsoper auftrat, feierten als Sopranistinnen große Erfolge.

## Tondokumente
Kwartin schloss im Jahre 1906 einen Vertrag mit der Gramophone & Typewriter Company, der ihn verpflichtete, binnen fünf Jahren einhundert Titel aufzunehmen. Dieser Verpflichtung kam er nach; in den Jahren 1907–1914 erschienen bei G&T Gramophone und Zonophone über 180 Titel (aufgenommen überwiegend in Wien, aber auch in St. Petersburg). In den USA entstanden weitere Aufnahmen für Brunswick (1921–24) sowie Victor (1927–30).
Die fälschlicherweise Zawel Kwartin zugeordneten Platten auf Beka und Pathé (Lemberg ca. 1909) stammen nicht von ihm, sondern von seinem jüngeren Bruder Gedalje, der in Stanisłałów/Ostgalizien (heute Iwano-Frankiwsk/West-Ukraine) als Kantor amtierte.
In Wien machte Kwartin 1907 und 1909 Aufnahmen mit Chor und Orgel für das Zonophone und die Marken der Gramophone Co. Sie blieben auch nach Einführung der elektrischen Aufnahmetechnik noch lange in den Katalogen. Beispiele:
Zon-o-phone Record 5004-A (mx.  15343 u)  והכהנים   W’hakohanim.

Zon-o-phone Record 5004-B (mx.  15344 u)  יעלה תחנוננו  Jaale Tachnuneinu.

Oberkantor Sawel Kwartin (vom VIII.Bezirk). Hebrew. Tenor.

Zonophone X2-102.803 (mx. 11 778 u) Kaperehatuenu.

Zonophone X2-102.805 (mx. 11 768 u) Ah-was olom.

Hebrew. Tenor. Oberkantor Sawel Kwartin, mit Chor und Orgel-Accomp., Wien.

Zonophone X4-102.581 (mx. 14540 u)  Rehenu Beonjenu.

Zonophone X4-102.582 (mx. 14639 u)  Kol Adonoj.

Oberkantor Sawel Kwartin (vom VIII.Bezirk). Jewish. Tenor. Aufgen. Mai 1909.

Gramola Record 457 / 211.554  (mx. 15 343 u)  והכהנים  W’hakohanim.

Gramola Record 457 / 211.555  (mx. 15 344 u)  יעלה תחנוננו Jaale Tachnuneinu.

Oberkantor Sawel Kwartin mit Chor des Tempels vom VIII. Bezirk, Wien. Aufgen. 18. Oktober 1909

Schallplatte “Grammophon” 211.534 (mx. 14 625 u) L’chu N’ranneno.

Schallplatte “Grammophon” 211.535 (mx. 14 626 u) Neumonds Lied (Salomon Sulzer).

Oberkantor Sawel Kwartin mit Chor des Tempels vom VIII. Bezirk, Wien.

Grammophon (Grün-Etikett) 0211.504 (mx. 1027 v) Kol Nidrei, vom Oberkantor Sawel Kwartin mit Chor des Tempels vom VIII. Bezirk Wien. Hebräisch. Tenor mit Chor.

Polyphon Record 0211.508 (mx. 11 220 v) כבקרת Kewakuras.

Oberkantor Sawel Kwartin mit Chor des Tempels vom VIII.Bezirk Wien. Hebrew. Tenor with chorus. Aufgen. 18. Oktober 1909

HMV 5504 / 0211.509 (mx. 11 217 v)  אהם [sic] יסודו מעפר  Udom Jesodo Meofor (The Origin of Man Is Dust) Oberkantor Sawel Kwartin, Tenor, mit Chor des Tempels vom VIII. Bezirk, Wien. In Hebrew with chorus.

HMV 5504 / 0211.508 (mx. 11 220 v) כבקרת Kewakuras (Even As A Shepherd) Oberkantor Sawel Kwartin, Tenor, mit Chor des Tempels vom VIII. Bezirk, Wien. In Hebrew with chorus.

Gramophone 11 754 / 63 942 A (mx. 11 817 u) קידוש לשלש רגלים  Kidush L'scholosch R'golim (Sanctification of the Wine for the Three Pilgrimage Festivals) Oberkantor Sawel Kwartin mit Chor und Orgel-Begleitung. Aufgen. c. Dez. 1907.

Gramophone 11 766 / 63 948 A (mx. 11 694 u) ותערב W'sseorew (May Our Prayers Be Accepted)  Oberkantor Sawel Kwartin mit Chor und Orgel-Begleitung. Aufgen. c. Dez. 1907.

Gramophone 11 768 / 63 942 B (mx. 11 772 u) אהבת עולם Ah-Wass Olom (With an Everlasting Love)  Oberkantor Sawel Kwartin mit Chor und Orgel-Begleitung. Aufgen. c. Dez. 1907.

Gramophone 11 776 / 63 948 B (mx. 11 820 u) ואני תיפלתי Waani Syfiloss (I Came Before Thee In Prayer) Oberkantor Sawel Kwartin mit Chor und Orgel-Begleitung. Aufgen. c. Dez. 1907.

Gramophone 11 873 / 63 843 A (mx. 15 334 u) אל חטא  Al Chet (For our sin) Oberkantor Sawel Kwartin mit Chor und Orgel-Begleitung. Tenor with Chorus. Jewish.

Gramophone 11 878 / 63 845 A (mx. 14 910 u) וכל מאמינים שהוא W'chol maaminim schehu (And All Believe That He Is) Oberkantor Sawel Kwartin. Aufgen. c. Mai 1909.

Gramophone 11 869 / 63 943 A (mx. 15 332 u) וכך היה אומר  W' kach Ohj Omer (And Thus He Would Say) Oberkantor Sawel Kwartin. Aufgen. c. Mai 1909.